# Die ganze Woche
Die ganze Woche est un magazine de divertissement autrichien.

## Informations générales
Le magazine paraît tous les mercredis, avant les jours fériés qui tombent entre le mercredi et le vendredi, généralement le mardi. Il est également possible de s'abonner au magazine. Le prix de vente est actuellement (au mois d'octobre 2022) de 1,70 € depuis le numéro du 25 octobre 2022.[réf. nécessaire]
Selon le contrôle autrichien de la diffusion, Die ganze Woche est l'hebdomadaire le plus diffusé du pays, avec des ventes hebdomadaires d'environ 255 000 exemplaires (au second semestre 2021).